# 田辺優
田辺 優（たなべ ゆう、1992年2月26日 - ）は、日本の元女子プロレスラー。小学生レスラーとして話題になった。東京都出身。血液型B型。身長136cm、体重33kg。コスチュームはピンクの道着。
空手を4歳から習っており、下田美馬のジムのトレーナーが田辺の空手の先生だったことが縁でプロレスデビューすることとなった。

## 経歴・戦歴
2003年
- 5月5日 - 東京・後楽園ホールにおいて、対タニー・マウス、宮崎有妃組（NEOマシンガンズ）戦でデビュー。デビュー戦のパートナーは、下田美馬、仲村由佳、松尾永遠（2対4の変則マッチ）。当時11歳の小学校6年生で、史上最年少プロレスラーデビューを飾った。
- 11月3日 - 東京・後楽園ホールにおいて、DJニラとバーリ・トゥード戦で対戦。圧勝。

2004年
- 3月14日 - 川崎市体育館大会において引退試合を行った。日向あずみ、仲村由佳と組み、渡辺えりか、米山香織、井上京子組と対戦し勝利。

## 得意技
- カカト落とし
- 回し蹴り